# Nieuw-Zeeland op de Olympische Zomerspelen 1960
Nieuw-Zeeland nam deel aan de Olympische Zomerspelen 1960 in Rome, Italië. Net als vier jaar eerder won het twee gouden medailles. Daarnaast was er nu een extra bronzen medaille te vieren.

## Medailleoverzicht
| Sport    | Olympiër       | Discipline   | Medaille |
| -------- | -------------- | ------------ | -------- |
| Atletiek | Peter Snell    | 800m (m)     | Goud     |
| Atletiek | Murray Halberg | 5000m (m)    | Goud     |
| Atletiek | Barry Magee    | marathon (m) | Brons    |

## Deelnemers en resultaten
(m) = mannen, (v) = vrouwen, (g) = gemengd

### Atletiek
| Olympiër          | Discipline             | Resultaat | Prestatie |
| ----------------- | ---------------------- | --------- | --- |
| Barry Robinson    | 200m (m)               | 41e       | serie 9: 5de in 22,2                                                                                                |
| Barry Robinson    | 400m (m)               | 23e       | serie 3: 2de in 47,6 kwartfinale 4: 6de in 48,3                                                                     |
| Donal Smith       | 800m (m)               | 41e       | serie 1: 1ste in 1.51,86 kwartfinale 1: 4de in 1.48,52                                                              |
| Peter Snell       | 800m (m)               | Goud      | serie 3: 1ste in 1.48,22 kwartfinale 4: 2de in 1.48,84 halve finale 2: 1ste in 1.47,34 finale: 1ste in 1.46,48 (OR) |
| Murray Halberg    | 5000m (m)              | Goud      | serie 4: 2de in 14.04,28 finale: 1ste in 13.43,76                                                                   |
| Murray Halberg    | 10000m (m)             | 5e        | 28.49,11 |
| Barry Magee       | 10000m (m)             | 26e       | 30.35,80 |
| Jeff Julian       | marathon (m)           | 18e       | 2:24.50,6 |
| Barry Magee       | marathon (m)           | Brons     | 2:17.18,2 |
| Ray Puckett       | marathon (m)           | 51e       | 2:37.36,0 |
| Norman Read       | 20km snelwandelen (m)  | 5e        | 1:36.59,0 |
| Norman Read       | 50km snelwandelen (m)  | DNF       | niet gefinisht |
| Dave Norris       | verspringen (m)        | 32e       | kwalificatie groep B: 12de met 7,04m                                                                                |
| Dave Norris       | hink-stap-springen (m) | 36e       | kwalificatie groep A: 13de met 14,30m                                                                               |
| Leslie Mills      | kogelstoten (m)        | 11e       | kwalificatie: 11de met 16,93m finale: 11de met 17,06m                                                               |
| Leslie Mills      | discuswerpen (m)       | 28e       | kwalificatie groep A: 12de met 50,76m                                                                               |
|                   |                        |           | |
| Valerie Morgan    | 100m (v)               | 24e       | serie 4: 3de in 12,61 kwartfinale 1: 7de in 12,66                                                                   |
| Valerie Morgan    | 200m (v)               | 25e       | serie 3: 5de in 25,39                                                                                               |
| Beverley Weigel   | verspringen (v)        | 10e       | kwalificatie: 5de met 6,12m finale: 10de met 5,98m                                                                  |
| Valerie Sloper    | kogelstoten (v)        | 4e        | kwalificatie: 2de met 16,07m finale: 4de met 16,39m                                                                 |
| Valerie Sloper    | kogelstoten (v)        | 10e       | kwalificatie: 12de met 46,91m finale: 10de met 48,81m                                                               |
| Jennifer Thompson | kogelstoten (v)        | 14e       | kwalificatie: 14de met 46,74m                                                                                       |

### Gewichtheffen
| Olympiër   | Discipline | Resultaat | Prestatie                                                                             |
| ---------- | ---------- | --------- | ------------------------------------------------------------------------------------- |
| Don Oliver | +90kg (m)  | 13e       | duwen: 16de met 132,5kg trekken: 14de met 122,5kg stoten: 8de met 170kg totaal: 425kg |

### Hockey
| Olympiër | Discipline | Resultaat | Prestatie |
| --- | ---------- | --------- | --- |
| John Abrams James Barclay Phillip Bygrave John Cullen Ross Gillespie Anthony Hayde Noel Hobson Ian Kerr Murray Mathieson Guy McGregor Mervyn McKinnon Kevin Percy Bill Schaefer Bruce Turner | mannen     | 5e        | groep A: 1ste G van Nederland: 1-1 W van Denemarken: 4-1 V van India: 0-3 W van Nederland: 2-1 kwartfinale: V van Spanje: 0-1 5-8ste plek: W van Duitsland: 2-1 5-6de plek: V van Australië: 1-2 5-6de plek replay: W van Australië: 1-0 |

| Groep A |               |             |             |             |             |            |            |            |        |
| #       | Land          | Wedstrijden | Wedstrijden | Wedstrijden | Wedstrijden | Doelpunten | Doelpunten | Doelpunten | Punten |
| #       | Land          | G           | W           | G           | V           | V          | T          | Saldo      | Punten |
| 1       | India         | 3           | 3           | 0           | 0           | 17         | 1          | +16        | 6      |
| 2       | Nederland     | 3           | 1           | 1           | 1           | 5          | 5          | 0          | 3      |
| 3       | Nieuw-Zeeland | 3           | 1           | 1           | 1           | 6          | 7          | -1         | 3      |
| 4       | Denemarken    | 3           | 0           | 0           | 3           | 3          | 18         | -15        | 0      |

| Datum             | Ronde | Plaats        | Land | Score         | Land |
| ----------------- | ----- | ------------- | ---- | ------------- | ---- |
| Groepsfase        |       |               |      |               |      |
| 27 augustus       | Rome  | Nieuw-Zeeland | 1-1  | Nederland     |      |
| 31 augustus       | Rome  | Nieuw-Zeeland | 4-1  | Denemarken    |      |
| 2 september       | Rome  | India         | 3-0  | Nieuw-Zeeland |      |
| 4 september       | Rome  | Nieuw-Zeeland | 2-1  | Nederland     |      |
| Kwartfinale       |       |               |      |               |      |
| 5 september       | Rome  | Spanje        | 1-0  | Nieuw-Zeeland |      |
| 5-8ste plek       |       |               |      |               |      |
| 8 september       | Rome  | Nieuw-Zeeland | 1-0  | Duitsland     |      |
| 5-6de plek        |       |               |      |               |      |
| 9 september       | Rome  | Australië     | 2-1  | Nieuw-Zeeland |      |
| 5-6de plek replay |       |               |      |               |      |
| 11 september      | Rome  | Nieuw-Zeeland | 1-0  | Duitsland     |      |

### Paardensport
| Olympiër       | Discipline     | Resultaat      | Prestatie                                                                                           |
| Springconcours | Springconcours | Springconcours | Springconcours                                                                                      |
| -------------- | -------------- | -------------- | --------------------------------------------------------------------------------------------------- |
| Adrian White   | individueel    | 23e            | 1ste ronde: 35ste met 33,25 strafpunten 2de ronde: 4de met 12 strafpunten totaal: 45,25 strafpunten |

### Roeien
| Olympiër   | Discipline | Resultaat | Prestatie                                       |
| ---------- | ---------- | --------- | ----------------------------------------------- |
| James Hill | skiff (m)  | 4e        | serie 1: 1ste in 7.19,64 finale: 4de in 7.23,98 |

### Schermen
| Olympiër        | Discipline | Resultaat | Prestatie |
| --------------- | ---------- | --------- | --- |
| Brian Pickworth | degen (m)  | 33e       | 1ste ronde groep A: 2de W van FRA Guittet: 5-3 V van POL Gonsior: 1-5 W van COL Echeverry: 5-2 W van TUN Barouch: 5-3 W van MAR El-Gressy: 5-1 2de ronde groep B: 6de V van HUN Sákovics: 1-5 V van POL Glos: 3-5 V van BEL Achten: 3-5 V van ARG Balestrini: 1-5 |
| Brian Pickworth | floret (m) | 54e       | 1ste ronde groep G: 6de V van URS Zhdanovich: 2-5 V van ROU Cispler: 4-5 V van ESP González: 1-5 V van BEL Debeur: 1-5 W van URU Paladino: 5-4 |
| Brian Pickworth | sabel (m)  | 57e       | 1ste ronde groep K: 6de V van POL Zabłocki: 0-5 V van URU Paladino: 3-5 V van ITA Chicca: 3-5 V van INA Haschja: 3-5 |

### Wielersport
| Olympiër       | Discipline  | Resultaat | Prestatie |
| Baan           | Baan        | Baan      | Baan      |
| -------------- | ----------- | --------- | --------- |
| Warwick Dalton | tijdrit (m) | 11e       | 1.10,68   |

### Worstelen
| Olympiër        | Discipline  | Resultaat   | Prestatie |
| Vrije stijl     | Vrije stijl | Vrije stijl | Vrije stijl |
| --------------- | ----------- | ----------- | --- |
| Fredrick Thomas | -79kg (m)   | 10e         | 1ste ronde: W van IRI Mahdizadeh 2de ronde: W van ARG Graffigna 3de ronde: V van BUL Gardzhev 4de ronde: V van SWE Antonsson |

### Zeilen
| Olympiër              | Discipline      | Resultaat | Prestatie                       |
| --------------------- | --------------- | --------- | ------------------------------- |
| Ralph Roberts         | finn            | 6e        | 5140 punten: (16-DSQ-6-8-7-5-2) |
| Murray Rae Ron Watson | flying dutchman | 8e        | 4641 punten: (9-3-14-4-9-DNF-6) |

Afghanistan · Argentinië · Australië · Bahama's · België · Bermuda · Birma · Brazilië · Brits-Guiana · Bulgarije · Canada · Ceylon · Chili · Colombia · Cuba · Denemarken · Duits eenheidsteam · Ethiopië · Fiji · Filipijnen · Finland · Frankrijk · Ghana · Griekenland · Groot-Brittannië · Haïti · Hongarije · Hongkong · Ierland · IJsland · India · Indonesië · Irak · Iran · Israël · Italië · Japan · Joegoslavië · Kenia · Libanon · Liberia · Liechtenstein · Luxemburg · Malakka · Malta · Marokko · Mexico · Monaco · Nederland · Nederlandse Antillen · Nieuw-Zeeland · Nigeria · Noorwegen · Oeganda · Oostenrijk · Pakistan · Panama · Peru · Polen · Portugal · Puerto Rico · Roemenië · San Marino · Singapore · Soedan · Sovjet-Unie · Spanje · Suriname · Taiwan · Thailand · Tsjecho-Slowakije · Tunesië · Turkije · Uruguay · Venezuela · Verenigde Arabische Republiek · Verenigde Staten · Vietnam · West-Indische Federatie · Zuid-Afrika · Zuid-Korea · Zuid-Rhodesië · Zweden · Zwitserland